# Когда Ницше плакал
«Когда Ницше плакал» (англ. When Nietzsche Wept) — кинофильм режиссёра Пинхаса Перри, снятый в 2007 году. Экранизация основана на одноимённом романе Ирвина Ялома.

## Сюжет
К известному венскому врачу Йозефу Брейеру приходит экзальтированная русская посетительница Лу Саломе, которая просит доктора помочь её другу Фридриху Ницше. Очарованный девушкой, Брейер соглашается. Однако контакт врача и философа первоначально не устанавливается, Ницше соглашается на помощь только после того, как разбивает головой зеркало. В свою очередь Брейер сам страдает от психологических, в том числе моральных проблем, связанных с конфликтом между влечением к красивым пациенткам и долгом перед женой.
Тогда врач предлагает философу сделку — Брейер лечит Ницше от «мигрени», а тот в свою очередь предоставляет доктору возможность рассказать о своих проблемах. Своей идеей Йозеф делится со своим молодым другом Зигмундом Фрейдом.
Под влиянием Ницше Брейер решает обрести истинную свободу — уйти от жены и соединиться со своей бывшей пациенткой Бертой. Однако выясняется, что Берта уже увлеклась другим врачом. Йозеф сбривает бороду, устраивается официантом в кафе, где его случайно встречает Фрейд. Брейер бежит от него и падает в воду… и просыпается. Оказывается, Фрейд загипнотизировал своего друга, что помогло последнему разрешить свои внутренние конфликты. Брейер вновь встречается с Ницше, и они обсуждают своих женщин. Врач и философ расстаются друзьями. История отношений Йозефа и Берты затем была описана в совместной книге Брейера и Фрейда, с которой и начался психоанализ.

## В ролях
| Актёр          | Роль             |
| -------------- | ---------------- |
| Арманд Ассанте | Фридрих Ницше    |
| Бен Кросс      | Йозеф Брейер     |
| Джейми Элман   | Зигмунд Фрейд    |
| Айана Хавив    | певица           |
| Рэйчел О’Мира  | фрау Бекер       |
| Джоанна Пакула | Матильда Брейер  |
| Кэтрин Винник  | Лу Саломе        |
| Михаль Янай    | Берта Паппенхайм |
| Андреас Бекетт | Заратустра       |

## Музыка
В фильме звучит музыка Иоганна Штрауса-мл. («На прекрасном голубом Дунае»), Джоаккино Россини (музыка из опер «Сорока-воровка» и «Севильский цирюльник»), Людвига ван Бетховена («Симфония № 3»), Петра Чайковского (сюита из «Лебединого озера»), Иоганнеса Брамса («Selig Sind, Die Da Leid Tragen» из «Немецкого реквиема»), Рихарда Вагнера («Полёт валькирий» из оперы «Валькирия»), Жоржа Бизе («Хабанера» из оперы «Кармен»).

## Производство
Фильм был снят в болгарском городе Русе.